# Bojes
Bojes ist ein Ort in der Gemeinde Ribadedeva der autonomen Region Asturien in Spanien.
 Die 35 Einwohner (2011) leben 2,8 km von Colombres, dem Verwaltungssitz der Gemeinde Ribadedeva, entfernt am Rio Cabra. 

## Sehenswertes
- Mühlenwanderweg „Ruta de los molinos del río Cabra“